# Teresa Tüllmann
Teresa Tüllmann (* 10. August 1990) ist eine ehemalige deutsche Fußballspielerin.

## Karriere
Teresa Tüllmann begann ihre Karriere bei der SSG 09 Bergisch Gladbach und kam über den SC Fortuna Köln schließlich zum TuS Köln rrh. Dort spielte in der Saison 2007/08 in der 2. Bundesliga Süd. In dieser Spielzeit erreichte sie mit der Mannschaft das Halbfinale des DFB-Pokals, das sie allerdings 0:2 gegen den 1. FC Saarbrücken verlor. Seit der Saison 2008/09 läuft sie im Trikot von Bayer 04 Leverkusen auf, nachdem sich die Frauenfußballabteilung des TuS Köln rrh. aufgelöst hatte und nach Leverkusen gewechselt war. Mit Leverkusen absolvierte die Innenverteidigerin zwei weitere Saisons in der 2. Bundesliga Süd, ehe ihr mit ihrem Verein zur Saison 2010/11 der Aufstieg in die 1. Bundesliga gelang.
Im März 2010 zog sie sich Tüllmann in der Zweitligapartie gegen den VfL Sindelfingen eine Kreuzbandverletzung zu, infolge derer sie lange pausieren musste. Am 2. Februar 2011 wurde sie in der Ligapartie gegen den Hamburger SV, die Leverkusen mit 4:1 für sich entscheiden konnte, in der 82. Minute für Kerstin Stein eingewechselt und kam damit zu ihrem Erstligadebüt. Nachdem Tüllmann in der Saison 2011/12 zu zwölf weiteren Erstligaeinsätzen gekommen war, beendete sie im Sommer 2012 ihre fußballerische Karriere.

## Erfolge
- Meister 2. Bundesliga Süd 2010
- Halbfinale DFB-Pokal 2007/08